# Tambura
Il tambura, tampura, tanpura, o tambora è uno strumento musicale della tradizione indiana. La sua forma assomiglia a quella di un liuto dal collo allungato ed è uno strumento a corde. La forma del corpo del tambura è simile a quella del sitar, ma senza tasti - solo le corde aperte vengono suonate per accompagnare altri musicisti. Ha quattro o cinque (raramente sei) corde metalliche, che vengono pizzicate una dopo l'altra in modo regolare per creare una risonanza armonica sulla nota fondamentale (chiamata bordone o drone). Il tambura è stato utilizzato da George Harrison dei The Beatles in brani come Within You Without You, Love You To, Tomorrow Never Knows, e da Brian Jones dei The Rolling Stones, per esempio in Street Fighting Man.